# Alessandro Bevilacqua

Stemma dei Bevilacqua.

Alessandro Bevilacqua (Verona, 1559 – 25 giugno 1614) è stato un compositore italiano.

## Biografia
Il conte Alessandro Bevilacqua fu figlio di Giulio (1552-1571), della nobile famiglia Bevilacqua e di Orestina Faelli.
Fu vicario della Casa dei Mercanti di Verona nel 1595, provveditore di Sanità di Verona 1598, provveditore del comune di Verona dal 1599 al 1607, cameriere segreto del Duca di Mantova Vincenzo I Gonzaga nel 1604, ambasciatore del comune di Verona al doge di Venezia nel 1613.
Valente musicista, fu membro dell'Accademia Filarmonica di Verona.

## Discendenza
Ebbe un figlio naturale, Antonio, corazziere al servizio della Serenissima.